# Media Molecule
A Media Molecule Ltd. é uma desenvolvedora britânica de videogames sediada em Guildford, Surrey. Fundada em 2006 por Mark Healey, Alex Evans, David Smith e Kareem Ettouney, a Sony Computer Entertainment adquiriu a empresa em 2010. Ela se tornou parte da SCE Worldwide Studios (agora PlayStation Studios). A empresa é mais conhecida por desenvolver a série LittleBigPlanet, Tearaway de 2013 e Dreams de 2020 para consoles PlayStation.
Antes da formação da empresa, os cofundadores, liderados por Healey, desenvolveram Rag Doll Kung Fu, enquanto trabalhavam na Lionhead Studios. Eles deixaram a Lionhead em 2005 e apresentaram um precursor inicial de LittleBigPlanet para a Sony. A Sony estava interessada, então em janeiro de 2006 eles garantiram seu financiamento da Sony por seis meses e a Media Molecule foi incorporada. O estúdio assinou um acordo com a Sony Computer Entertainment Europe em junho. Isso permitiu que a Media Molecule criasse LittleBigPlanet para o PlayStation 3, com a Sony detendo a propriedade intelectual. Logo depois, LittleBigPlanet começou a produção; foi lançado em outubro de 2008 com aclamação da crítica. A Sony adquiriu a Media Molecule por uma quantia não revelada dois anos depois.
Em 2011, o desenvolvedor lançou uma sequência, LittleBigPlanet 2. LittleBigPlanet gerou uma série de jogos desenvolvidos por outros estúdios, muitas vezes em colaboração com a Media Molecule. O estúdio desenvolveu Tearaway de 2013 e seu remake estendido, Tearaway Unfolded. Em 2016, eles abriram um pequeno estúdio em Brighton, East Sussex. Dreams foi lançado em fevereiro de 2020. O estúdio ganhou vários prêmios, incluindo Estúdio do Ano do Spike Video Game Awards de 2008. A filosofia da Media Molecule é ter o mínimo de funcionários possível.

## História

### Antecedentes (2005–2006)
Quatro ex-funcionários da Lionhead Studios — Alex Evans, Kareem Ettouney, Mark Healey e David Smith — fundaram a Media Molecule, incorporando-a em 4 de janeiro de 2006. Chris Lee e Mags Hardwick também estão entre a equipe fundadora.
 Evans e Smith foram diretores técnicos até 2020, quando Evans saiu; Healey foi o diretor criativo, enquanto Ettouney foi o diretor de arte. Healey deixou a empresa em 17 de abril de 2023.
Antes da fundação da Media Molecule, Evans e Healey trabalharam na Bullfrog Productions para seu cofundador Peter Molyneux. Molyneux mais tarde foi cofundador da Lionhead Studios, com Evans e Healey sendo dois de seus primeiros funcionários. Logo depois, os cofundadores, liderados principalmente por Healey, desenvolveram Rag Doll Kung Fu em seu tempo livre enquanto trabalhavam na Lionhead Studios. Healey demonstrou o jogo na Game Developers Conference (GDC) de 2005. Funcionários da Valve estavam na plateia porque a empresa estava interessada no jogo. Eles estavam procurando um jogo de terceiros de "baixo risco e baixo custo" para testar no Steam; tornou-se o primeiro jogo não-Valve a ser lançado na plataforma em outubro de 2005.
Também em 2005, enquanto estavam na Lionhead, os cofundadores estavam trabalhando em um jogo chamado The Room usando tubos de argila e portais. Em retrospecto, os fundadores notaram que ele tinha semelhanças com o Portal de 2007. Eles também o demonstraram na GDC 2005. Os fundadores se encontraram com a Valve, que estava interessada em contratá-los para desenvolver The Room ou outra ideia de jogo, mas nada aconteceu. Evans observou que se tivessem feito isso, o Portal poderia não ter sido desenvolvido. Os fundadores deixaram a Lionhead Studios em dezembro de 2005 e se encontraram com a Sony Computer Entertainment (SCE) em relação a uma ideia de jogo.

### LittleBigPlanet, formação e acordo com a Sony (2006–2008)
Eles lançaram um precursor inicial do que LittleBigPlanet viria a se tornar, apelidado de Craftworld, para Phil Harrison, o chefe de desenvolvimento da Sony Worldwide Studios. Craftworld era um jogo de rolagem lateral 2D baseado em física semelhante ao LittleBigPlanet. Seu personagem principal era o Sr. Yellowhead, que mais tarde se tornaria Sackboy. Evans disse que o pitch, que ele descreveu como "muito vago", era "pretendido ser um pitch de 30 minutos para nossa ideia de um jogo chamado Craftworld que logo se transformou em uma sessão de brainstorming de três horas". Apesar disso, a Sony estava interessada, em parte por causa do entusiasmo de Harrison pelo jogo, de acordo com Smith. Em janeiro de 2006, eles garantiram seu financiamento da Sony por seis meses. Eles montaram seu escritório, incorporaram a Media Molecule e começaram a pré-produção do jogo. Evans descreveu a formação da empresa como uma combinação do impulso do Rag Doll Kung Fu, algumas novas ideias borbulhando em sua cabeça e a nova onda de consoles ao virar da esquina. Em março, eles se mudaram para um estúdio em Guildford, Surrey; nessa época, Siobhan Reddy, a diretora do estúdio, juntou-se à Media Molecule. Reddy é ocasionalmente considerado o quinto cofundador.
Em 1 de junho de 2006, a Media Molecule anunciou que havia assinado um acordo exclusivo com a SCE. Este acordo permitiu que a Media Molecule criasse um jogo original exclusivamente para o PlayStation 3. O acordo incluía a SCE possuindo a propriedade intelectual e que LittleBigPlanet estaria disponível apenas em consoles PlayStation. Evans disse: "A SCE provou ser a parceira perfeita para nós. Eles entenderam imediatamente nossa ambição pelo jogo, bem como nosso estilo de desenvolvimento." A pré-produção foi estendida até agosto, quando a Media Molecule se reuniu com executivos da Sony, incluindo Harrison, para decidir se daria sinal verde para a produção do jogo. Harrison descreveu o argumento de venda para a produção como a melhor reunião que ele já teve. A Media Molecule então começou o desenvolvimento completo. Em 2019, Harrison reafirmou esse sentimento, citando a abordagem diferente de Evan. Em vez de usar o PowerPoint, ele escreveu seu próprio 'PowerPoint' interativo para que o jogo pudesse ser jogado durante a apresentação. Harrison disse que isso demonstrou seu pensamento inovador e a maneira como a Media Molecule queria desafiar as convenções o impressionou.

"A reunião de sinal verde em agosto: eu resumiria dizendo que na minha carreira eu provavelmente vi perto de 1000 pitches de jogo. Esta é a melhor reunião que eu já tive. Foi a melhor apresentação de uma visão executada perfeitamente, que foi divertida, que foi jogável e mostrou o potencial de onde isso poderia ir. Devo admitir que eu flutuei para fora daquela sala de reunião pensando que esta era simplesmente a oportunidade mais fantástica que estava na nossa frente."

Phil Harrison, descrevendo a reunião de luz verde do LittleBigPlanet em agosto de 2006.
Phil Harrison anunciou LittleBigPlanet na Game Developers Conference em 7 de março de 2007, em São Francisco; somente na chegada Healey e outros perceberam que faziam parte de sua palestra com Healey. Ele observou que "a Sony estava muito, muito atrás do jogo, muito mais do que pensávamos anteriormente". A palestra incluiu uma demonstração de Healey, Evans, Harrison e Peter Smith (produtor sênior de LittleBigPlanet) mostrando elementos básicos da jogabilidade ao longo de um nível do jogo e explicando que os jogadores poderiam criar seus próprios níveis com ferramentas fornecidas a eles dentro do jogo. LittleBigPlanet foi um jogo que a Sony considerou adequado ao seu conceito de "Jogo 3.0" de conteúdo gerado pelo usuário. Harrison sugeriu originalmente que LittleBigPlanet fosse um jogo gratuito com conteúdo para download (DLC) junto com um mecanismo para monetizar o conteúdo gerado pelo usuário para recompensar os melhores criadores por sua inovação. Depois de assistir à GDC 2007, Kenneth Young se juntou ao estúdio em 2007 como seu líder de áudio e música depois de se apaixonar por LittleBigPlanet, Healey e Evans. Algum tempo antes de seu lançamento, o desenvolvimento de uma sequência começou. Em julho, a Media Molecule tinha 28 funcionários. LittleBigPlanet foi lançado entre 27 de outubro de 2008 e 5 de novembro em diferentes regiões. LittleBigPlanet foi aclamado pela crítica, ganhando mais de 90 prêmios, incluindo o Prêmio de Realização Artística no 5º British Academy Video Games Awards.

### LittleBigPlanet 2, novos jogos e aquisição da Sony (desde 2009)
Em janeiro de 2009, a Media Molecule tinha 34 funcionários. Um mês depois, anunciou LittleBigPlanet para o PlayStation Portable na reunião Destination PlayStation. O SCE Studio Cambridge foi o desenvolvedor principal, ao lado da Media Molecule. Eles o lançaram em novembro com críticas positivas. Foi anunciado em 2 de março de 2010 que a SCE havia comprado a Media Molecule por uma quantia não revelada. Shuhei Yoshida, presidente da SIE Worldwide Studios, elogiou a inovação do estúdio e observou que eles tinham "credenciais de classe mundial". Evans acrescentou que, "Desde o início da Media Molecule, temos tido uma relação excepcionalmente próxima com a SCE. Ao longo dos anos, eles têm consistentemente demonstrado sua dedicação à Creative Gaming e à Media Molecule, não apenas por meio de seu apoio à empresa, mas por sua disposição em assumir riscos e abraçar nossa abordagem e ideias muitas vezes incomuns." Isso elevou o número total de desenvolvedores na SCE Worldwide Studios para quinze. Em maio de 2010, a empresa anunciou oficialmente uma sequência intitulada LittleBigPlanet 2; eles a lançaram em janeiro de 2011 com aclamação da crítica. Em junho, foi confirmado que LittleBigPlanet PS Vita não estava sendo desenvolvido pela Media Molecule, mas pela Double Eleven, Tarsier Studios e XDev.
O desenvolvimento de Tearaway começou em maio de 2011. Em julho, no Gamelab 2011 em Barcelona, Reddy anunciou que a Media Molecule estava se afastando do LittleBigPlanet para se concentrar em novas ideias de jogos. A Media Molecule acrescentou no Twitter que eles sempre estariam envolvidos no LittleBigPlanet até certo ponto. Em julho, em uma conferência da Develop, os cofundadores disseram que ainda estavam envolvidos com o LittleBigPlanet 2, apontando para o próximo pacote de níveis do PlayStation Move como um exemplo de seu trabalho contínuo. Healey comentou que, "É um pouco como, se você pensa em LittleBigPlanet como tendo um filho, Sackboy era nosso filho, você chega ao estágio em que eles querem sair de casa, é mais ou menos assim." Evans elaborou dizendo que a Media Molecule não é mais uma "empresa de thread único" e observou que desenvolver jogos semelhantes o tempo todo se tornaria obsoleto. Em janeiro de 2012, a Media Molecule gastou £ 4,1 milhões em pesquisa e desenvolvimento de jogos novos e inovadores com o objetivo de reduzir a dependência da marca LittleBigPlanet.
Em agosto de 2012, eles anunciaram Tearaway liderado por Smith e Rex Crowle, com 15 desenvolvedores trabalhando nele. O resto do estúdio estava trabalhando em outro projeto — Dreams — que estava na fase de pesquisa e desenvolvimento. Nessa época, a Media Molecule tinha mais de 40 funcionários. Eles lançaram Tearaway em novembro de 2013 para o PlayStation Vita. Em março de 2015, Young deixou a Media Molecule para se tornar um freelancer de áudio de jogos, embora tenha continuado trabalhando em Unfolded. Dois anos depois, a Media Molecule e a Tarsier Studios lançaram Tearaway Unfolded, um remake expandido de Tearaway para o PlayStation 4. Crowle e o programador de LittleBigPlanet, Moo Yu, fundaram a Foam Sword em novembro de 2015 e lançaram seu título de estreia Knights and Bikes em agosto de 2019.
Embora a Media Molecule possa ter se afastado do LittleBigPlanet, eles colaboraram com outros estúdios e contribuíram para novos jogos. Isso inclui: LittleBigPlanet de 2009, Sackboy's Prehistoric Moves de 2010, LittleBigPlanet Karting de 2012,  e LittleBigPlanet 3 de 2014.

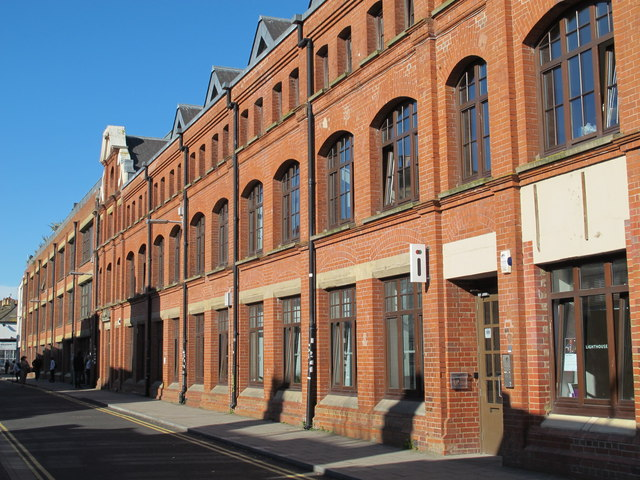
O local do estúdio satélite da Media Molecule em Brighton, East Sussex

Em outubro de 2016, a Media Molecule abriu o Media Molecule Brighton, um estúdio 'satélite' (pequeno) em Brighton, East Sussex. Eles abriram este espaço de trabalho para acomodar um grupo de desenvolvedores que estavam se deslocando de e para sua sede, permitindo-lhes reduzir o tempo de viagem. O local onde o escritório está localizado é chamado de "Lighthouse" e hospeda escritórios de outras organizações como a Culture24.
A empresa anunciou Dreams, um videogame sandbox com um sistema de criação de jogos, na conferência de imprensa da Sony Interactive Entertainment na E3 2015. Em abril de 2019, o jogo foi disponibilizado via acesso antecipado, a primeira vez para um jogo da Sony. Em dezembro de 2019, a Sony anunciou uma data de lançamento em fevereiro de 2020 que foi cumprida.
Em setembro de 2020, Evans anunciou que estava saindo após servir por 13 anos como diretor técnico do estúdio, dizendo que queria uma pausa no desenvolvimento de jogos. Desde então, ele se juntou à Nvidia como pesquisador. Em dezembro de 2022, Ettouney anunciou que deixaria a empresa em janeiro de 2023.
Em abril de 2023, a Media Molecule anunciou que deixaria de dar suporte a Dreams em setembro do mesmo ano. Seu futuro jogo não terá relação com Dreams. John Beech foi anunciado como o novo diretor criativo após a saída de Healey.
Em outubro de 2023, foi relatado que a Media Molecule havia demitido cerca de 20 funcionários. A empresa confirmou que as demissões ocorreram, mas não informou quantas pessoas foram afetadas. Isso ocorreu junto com cerca de 900 demissões nos PlayStation Studios, incluindo o fechamento do London Studio. A Media Molecule estava supostamente perto de ser fechada em vez do London Studio.

## Filosofia
A Media Molecule pretende ter o menor número possível de funcionários. Em 2006, Evans disse que a Media Molecule quer permanecer o menor possível, mas sendo capaz de produzir um jogo AAA, visando manter o número de funcionários abaixo de trinta. Healey disse: "Estou realmente decidido a nos manter uma equipe pequena e focada. Estou farto de trabalhar em equipes grandes e inchadas, você tem muita madeira morta nessas situações. Todos na Media Molecule são importantes." Healey acrescentou que sempre há tensões entre as pessoas no desenvolvimento, no entanto, uma vez que há muitos, eles podem causar tensões, comparando-o a estar em uma soap opera. A Media Molecule tinha 135 funcionários em 2023, antes das demissões ocorrerem em outubro.
Outros desenvolvedores de jogos adotaram essa política, principalmente Hideo Kojima da Kojima Productions. Depois de visitar a Media Molecule em 2016, quando estava restabelecendo a empresa, Kojima modelou o novo estúdio em torno da Media Molecule, querendo "um tipo de estúdio pequeno e íntimo". Kojima elogiou o alto número de funcionárias e o ambiente descontraído, comparando-o a uma família. Ele estabeleceu um limite de cem funcionários na Kojima Productions, semelhante à Media Molecule.

## Jogos
| Ano  | Título do jogo              | Plataforma(s) | Plataforma(s) | Plataforma(s) | Plataforma(s) | Notas | Ref(s).                                       |
| Ano  | Título do jogo              | PS3           | PS4           | PSP           | PS Vita       | Notas | Ref(s).                                       |
| ---- | --------------------------- | ------------- | ------------- | ------------- | ------------- | --- | --------------------------------------------- |
| 2008 | LittleBigPlanet             | Sim           | Não           | Não           | Não           | — | [ 54 ]                                        |
| 2009 | LittleBigPlanet             | Não           | Não           | Sim           | Não           | Desenvolvido principalmente pelo SCE Studio Cambridge                                                          | [ 61 ] [ 62 ] [ 63 ]                          |
| 2010 | Sackboy's Prehistoric Moves | Sim           | Não           | Não           | Não           | Co-desenvolvido junto com a Supermassive Games e XDev                                                          | [ 90 ] [ 91 ] [ 122 ] [ 123 ] [ 124 ] [ 125 ] |
| 2011 | LittleBigPlanet 2           | Sim           | Não           | Não           | Não           | — | [ 72 ]                                        |
| 2012 | LittleBigPlanet Karting     | Sim           | Não           | Não           | Não           | Desenvolvido pela United Front Games e San Diego Studio com Media Molecule em um papel de apoio                | [ 92 ] [ 93 ] [ 126 ]                         |
| 2013 | Tearaway                    | Não           | Não           | Não           | Sim           | — | [ 84 ]                                        |
| 2014 | LittleBigPlanet 3           | Sim           | Sim           | Não           | Não           | Desenvolvido pela Sumo Digital com a Media Molecule como colaboradora nos estágios iniciais do desenvolvimento | [ 94 ] [ 95 ]                                 |
| 2015 | Tearaway Unfolded           | Não           | Sim           | Não           | Não           | Co-desenvolvido junto com a Tarsier Studios                                                                    | [ 86 ] [ 87 ]                                 |
| 2020 | Dreams                      | Não           | Sim           | Não           | Não           | — | [ 102 ]                                       |

### LittleBigPlanet(2008–2014)
Como criadora da série LittleBigPlanet, a Media Molecule desenvolveu os dois primeiros jogos — LittleBigPlanet (2008) e LittleBigPlanet 2 (2011) para o PlayStation 3 — além de co-desenvolver a versão para PlayStation Portable de mesmo nome (2009) com o SCE Studio Cambridge, o desenvolvedor principal. É uma série de jogos de plataforma de quebra-cabeça que seguem Sackboy, uma pequena criatura marrom, antropomórfica e humanoide feita de tecido com um zíper e olhos de botão em uma variedade de níveis.A série apresenta conteúdo gerado pelo usuário, permitindo que os jogadores criem níveis que podem ser compartilhados e jogados por outras pessoas online. Os três jogos venderam coletivamente 8,5  milhões de unidades. Sackboy apareceu em todos os jogos LittleBigPlanet e é um mascote da marca PlayStation. Em 2011, a Media Molecule se afastou da série LittleBigPlanet. Apesar disso, eles colaboraram e contribuíram com outros estúdios para outros jogos da série, incluindo Sackboy's Prehistoric Moves (2010), LittleBigPlanet Karting (2012), e LittleBigPlanet 3 (2014).

### Tearaway(2013–2015)
A Media Molecule criou a série Tearaway e desenvolveu Tearaway (2013) para o PlayStation Vita e co-desenvolveu Tearaway Unfolded (2015), um remake expandido do jogo anterior, para o PlayStation 4 com a Tarsier Studios. Tearaway é um jogo de plataforma e aventura que segue Iota ou Atoi por um mundo feito de papel. O jogo utiliza os vários sensores e entradas do PlayStation Vita ao interagir com o ambiente do jogo, como o touchpad traseiro, a tela sensível ao toque e as câmeras. Ambos os jogos receberam "críticas geralmente favoráveis" de acordo com o agregador de críticas Metacritic.

### Dreams(2020–2023)
Dreams é um sistema de criação de jogos que permite aos jogadores criar e compartilhar seus próprios níveis, semelhante ao de LittleBigPlanet. Os jogadores podem criar jogos de uma variedade de gêneros diferentes, incluindo aventuras de apontar e clicar, quebra-cabeças de plataforma e jogos de tiro. Os jogadores interagem com o mundo do jogo controlando um "imp", semelhante a um cursor do mouse, para criar novos itens e personagens. Lançado em fevereiro de 2020, recebeu "críticas geralmente favoráveis" de acordo com o agregador de críticas Metacritic. Em abril de 2023, a Media Molecule anunciou que deixaria de oferecer suporte ao jogo em setembro do mesmo ano.

## Prêmios
| Ano  | Prêmio                  | Categoria                           | Resultado | Ref(s). |
| ---- | ----------------------- | ----------------------------------- | --------- | ------- |
| 2008 | Spike Video Game Awards | Studio of the Year                  | Venceu    | [ 136 ] |
| 2009 | Develop Award           | Best Independent Developer          | Venceu    | [ 137 ] |
| 2009 | Develop Award           | Best New Studio                     | Venceu    | [ 137 ] |
| 2009 | BAFTA Children's Award  | Video Game                          | Venceu    | [ 138 ] |
| 2009 | BAFTA Games Award       | Artistic Achievement                | Venceu    | [ 139 ] |
| 2009 | Golden Joystick Award   | Family Game of the Year             | Venceu    | [ 140 ] |
| 2011 | Develop Award           | Family                              | Venceu    | [ 141 ] |
| 2012 | BAFTA Games Award       | Game Innovation                     | Venceu    | [ 142 ] |
| 2012 | BAFTA Games Award       | Artistic Achievement                | Indicado  | [ 143 ] |
| 2014 | BAFTA Games Award       | Mobile & Handheld                   | Venceu    | [ 144 ] |
| 2014 | BAFTA Games Award       | Family                              | Venceu    | [ 145 ] |
| 2014 | BAFTA Games Award       | Artistic Achievement                | Venceu    | [ 146 ] |
| 2016 | BAFTA Games Award       | Young Game Designers: Industry Hero | Venceu    | [ 147 ] |